# الجبهة الداخلية للمملكة المتحدة خلال الحرب العالمية الثانية
تغطي الجبهة الداخلية للمملكة المتحدة خلال الحرب العالمية الثانية التاريخ السياسي والاجتماعي والاقتصادي خلال 1939-1945. انظر أيضًا الإطار الزمني للجبهة الداخلية للمملكة المتحدة خلال الحرب العالمية الثانية والتاريخ العسكري للمملكة المتحدة خلال الحرب العالمية الثانية والتاريخ الدبلوماسي للحرب العالمية الثانية.

## السياسة

### التخطيط لدولة الرفاهية
وضعت التجربة المشتركة المتمثلة في معاناة المصاعب في زمن الحرب على جدول الأعمال السياسي إجماعًا جديدًا بشأن الحاجة إلى دولة الرفاهية بعد الحرب: الضمان الاجتماعي الشامل والخدمة الصحية الوطنية المجانية والتعليم الثانوي المحسن والإسكان الموسع والمخصصات العائلية. ساهم نجاح الحكومة في زمن الحرب في تقديم خدمات جديدة كالمستشفيات والغداء المدرسي، إضافةً إلى روح المساواة السائدة في دعم واسع النطاق لدولة الرفاهية الموسعة. دعمت الحكومةُ الائتلافية وجميع الأحزاب الرئيسة هذا. تحسنت ظروف الرعاية الاجتماعية خاصة فيما يتعلق بالغذاء أثناء الحرب، إذ فرضت الحكومة حصصًا غذائيةً ودعمت أسعار الأغذية. ساءت ظروف السكن بالطبع مع القصف، ولم تكن الملابس متوفرة. زادت المساواة بشكل هائل، إذ انخفض الدخل بشكل حاد للأثرياء وللعمال ذوي الياقات البيضاء بسبب ارتفاع ضرائبهم، في حين استفاد العمال ذوي الياقات الزرقاء من الحصص الغذائية ومراقبة الأسعار.
طالب الناس بتوسيع دولة الرفاهية مكافأةً للشعب على تضحياته في زمن الحرب. اتخذ حزب العمل المبادرة، لكن حزب المحافظين أخذ موقع الصدارة في قانون التعليم لعام 1944. أدخِلت تحسينات كبيرة في تقديم المدارس الثانوية في إنجلترا وويلز وإدارتها. يعتبر المؤرخون هذا «انتصارًا للإصلاح التقدمي»، إذ أصبح عنصرًا أساسيًا في وفاق ما بعد الحرب، ودُعم من جميع الأحزاب الرئيسة بعد الحرب.
فُعِل هدف دولة الرفاهية في تقرير شهير صادر عن وليام بيفريدج من الحزب الليبرالي. أعلن بيفريدج الحرب على «الشرور العملاقة» الخمسة وهي العوز والمرض والجهل والبؤس والبطالة، وأوصى بتنظيم مختلف خدمات الحفاظ على الدخل التي نشأت تدريجيًا منذ عام 1911 لتكون منظمة وعالمية. كانت استحقاقات البطالة واستحقاقات المرض عالمية. وجِدت استحقاقات جديدة للأمومة. عُدل ووسِع نظام معاشات الشيخوخة وتطلب ذلك تقاعد الشخص. وفرت خدمة الصحة الوطنية الشاملة رعاية طبية مجانية للجميع. أيدت جميع الأحزاب الرئيسة هذه المبادئ ووضِعت أغلبها موضع التنفيذ عندما عاد السلام.
بدأ التخطيط لسكن ما بعد الحرب في عام 1941، ومع حجة المحافظين أن امتلاك مزيد من العقارات من شأنه أن يمنح الناس دعمًا اقتصاديًا حقيقيًا في المجتمع، أصبحت الوعود بتوسيع الملكية قضية المحافظين الموقعة بعد عام 1945، في حين استنكر حزب العمال الملكية الخاصة. أرادت جميع الأحزاب تحفيز صناعة البناء والتشييد. استلمت السلطات المحلية القيادة في الفترة الانتقالية بحسب سياسة الوفاق، لكن على المدى الطويل تُركت غالبية المباني الجديدة للقطاع الخاص. بعد ذلك عادت الحكومة المحلية إلى دورها ما قبل الحرب، مع التركيز على إزالة الأحياء الفقيرة وتوفير الحد الأدنى من الحياة الرغيدة. أَجَّلَ التقشف المالي في أواخر الأربعينيات الخطة المثالية إلى الخمسينيات.

## الاقتصاديات
لبريطانيا سجلٌ ناجح للغاية في حشد الجبهة الداخلية للمجهود الحربي، من ناحية حشد أكبر نسبة من العمال المحتملين وتعظيم الإنتاج وتعيين المهارات المناسبة للمهمة الصحيحة والحفاظ على معنويات الناس وأرواحهم. بحلول عام 1941، كان الناتج المحلي الإجمالي أكبر بنسبة 21 في المئة مما كان عليه في عام 1938، كانت بريطانيا الدولة الأكثر حشداً اقتصادياً خلال الحرب وما زالت كذلك. يعود جزء كبير من هذا النجاح للتعبئة المنهجية المخططة للنساء التي فُرِضت بعد ديسمبر 1941 بواسطة التجنيد، كعاملات وجنديات وربات بيوت. دعمت النساء المجهود الحربي وأنجحت تقنين السلع الاستهلاكية.

### المالية
في ست سنوات من الحرب، وجِد تدفق صافِ قدره 10 مليارات جنيه إسترليني. جاء 1,1 مليار جنيه استرليني من بيع الاستثمارات، و3,5 مليار جنيه إسترليني من قروض جديدة منها 2,7 مليار جنيه إسترليني ساهمت بها منطقة إمبراطورية الجنيه الإسترليني. قدمت كندا 3 مليارات دولار كندي من الهدايا والقروض بشروط ميسرة. في بداية الأمر جاءت الأموال الأمريكية والقروض ومنح الإعارة والاستئجار بقيمة 5,4 مليار جنيه إسترليني. مولت هذه الأموال المشتريات الثقيلة من الذخيرة والغذاء والنفط والآلات والمواد الخام. لم يوجد رسوم على إمدادات الإعارة والاستئجار الذي سُلِم خلال الحرب. فُرضت رسوم على الذخائر التي سُلِّمت بعد 2 سبتمبر 1945. بلغ الاقتراض البريطاني من الهند ودول أخرى تقاس بـ«الأرصدة الإسترلينية» 3,4 مليار جنيه إسترليني في عام 1945. تعاملت بريطانيا مع ذلك كما لو كان قرضًا طويل الأجل دون فوائد ولا تاريخ سداد محدد. كانت الخزانة البريطانية فارغةً تقريبًا بحلول عام 1945.
عندما بدأت الحرب فرضت بريطانيا ضوابط على النقد. استخدمت الحكومة البريطانية احتياطها من الذهب  ومن الدولارات لدفع ثمن الذخيرة والنفط والمواد الخام والآلات، ومعظمها من الولايات المتحدة بحلول الربع الثالث من عام 1940، انخفض حجم الصادرات البريطانية بنسبة 37% مقارنة بعام 1935. على الرغم من أن الحكومة البريطانية ألزمت نفسها بما يقارب 10000 مليون دولار من الطلبات من أمريكا، أوشكت احتياطيات بريطانيا من الذهب والدولار على الانتهاء. التزمت إدارة روزفلت بدعم اقتصادي واسع النطاق لبريطانيا، وفي مارس 1941 بدأت الإعارة والاستئجار، إذ منحت أمريكا بريطانيا إمدادات تبلغ قيمتها الإجمالية 31,4 مليار دولار (التي لا ينبغي عليهم سدادها).

### الصناعة
عندما اندلعت الحرب في عام 1939 وباعتبار بريطانيا العظمى دولة جزيرة، اعتمدت على الكثير من إمداداتها على الواردات عن طريق البحر. لم تكن حركة الشحن الجوي ذات أهمية، لكنها كانت معرضة بنفس القدر لهجوم العدو. على الرغم من عدم استخدام المصطلح في تلك الأيام، لجأوا بشكل فوري لإعادة التدوير للحفاظ على الموارد النادرة. أزيل درابزين الحدائق بسبب الخردة المعدنية وجُمعت أواني المطبخ من الألومنيوم لإمكاناتها في صناعة الطائرات. في حين قد يوجد تفاؤل لا مبرر له لبعض الفوائد، مع ذلك شارك جميع السكان بطريقة عملية في مساعدة المجهود الحربي.
أكد ديفيد إدجيرتون على قصة نجاح إنتاج الذخائر في المنزل واستخدام الإمبراطورية والولايات المتحدة لبناء مخزون كبير للغاية من الأسلحة عالية الجودة. أُعيد توجيه الإنتاج الصناعي نحو الذخائر وارتفع الإنتاج. على سبيل المثال: في مجال الصلب، حاولت لجنة المواد التابعة للحكومة موازنة احتياجات الإدارات المدنية وإدارة الحرب، لكن الاعتبارات الاستراتيجية لها الأسبقية على أي حاجة أخرى. كانت الأولوية القصوى لإنتاج الطائرات؛ لأن سلاح الجو الملكي البريطاني تحت ضغط ألماني ثقيل مستمر. قررت الحكومة التركيز على خمسة أنواع فقط من الطائرات لتحسين الإنتاج. حصلوا على أولوية استثنائية لتغطية إمداد المواد والمعدات وحتى إمكانية تحويل الأجزاء الضرورية من الأنواع الأخرى والمعدات والمواد ومصادر التصنيع. نُقِلت العمالة من أعمال الطائرات الأخرى إلى مصانع مرتبطة بالأنواع المحددة. لم تكن التكلفة موضوعًا. ارتفع تسليم المقاتلين الجدد من 256 في أبريل إلى 467 في سبتمبر 1940 -أكثر من كافية لتغطية الخسائر- وخرجت قيادة القوات الجوية منتصرةً من معركة بريطانيا في أكتوبر مع طائرات أكثر مما ملكته في البداية. ابتداءً من عام 1941، قدمت الولايات المتحدة ذخائر من خلال عقد إعارة واستئجار بلغ مجموعها 15,5 مليار دولار.